# 杜家坪乡
杜家坪乡，是中华人民共和国湖南省怀化市沅陵县下辖的一个乡镇级行政单位。

## 行政区划
杜家坪乡下辖以下地区：
松溪村、大金坪村、杜家坪村、岩湾村、柳林村、怡溪村、狮子坪村和木王村。